# Егошин, Василий Игнатьевич
Васи́лий Игна́тьевич Его́шин (27 января 1920, Новые Благородны, Царевококшайский уезд, Казанская губерния, РСФСР — 17 марта 1992, Екатеринбург, Россия) — советский военный деятель. В годы Великой Отечественной войны — командир стрелкового батальона 4 гвардейского воздушно-десантного полка 2-й гвардейской воздушно-десантной дивизии на 4-м Украинском фронте (1943—1945), гвардии майор. Начальник штаба полка в Дальневосточном военном округе, подполковник (1960). Кавалер 5 орденов. Член ВКП(б) с 1943 года.

## Биография
Родился 27 января 1920 года в деревне Новые Благородны ныне Новоторъяльского района Марий Эл в крестьянской семье. Окончил 7 классов Пектубаевской школы в родном районе, в 1937 году поступил в Яранский сельскохозяйственный техникум.
В сентябре 1938 года добровольно ушёл в РККА. В 1940 году окончил Свердловское пехотное училище, служил в 23-й лыжной бригаде, старший лейтенант. Участник Великой Отечественной войны с 1943 года: командир стрелкового батальона 4-го гвардейского воздушно-десантного полка 2-й гвардейской воздушно-десантной дивизии на 4-м Украинском фронте, гвардии майор. Офицер хорошей выучки и исключительной выдержки: умело организовывал атаки и взаимодействовал с другими подразделениями, в бою смел и решителен. В сентябре 1944 года, после ранения командира, две недели успешно руководил полком, захватив несколько высот и уничтожив все огневые очаги сопротивления. В 1943 году вступил в ВКП(б). Был трижды ранен, в мае 1944 года получил тяжёлое ранение. Награждён орденами Красного Знамени, Отечественной войны II степени, Суворова III степени и медалями.
В 1948 году окончил Военную академию имени М. В. Фрунзе. Направлен в Дальневосточный военный округ: преподаватель на курсах офицеров, начальник штаба полка, подполковник. В январе 1960 года вышел в запас. Награждён орденами Отечественной войны I степени, Красной Звезды и медалями, в том числе медалью «За боевые заслуги».
С 1961 года — в Нижнем Тагиле Свердловской области: бетонщик, начальник цеха на заводе железобетонных изделий № 2, затем — в Свердловске.
Скончался 17 марта 1992 года в Екатеринбурге.

## Боевые и военные награды
- Орден Красного Знамени (30.04.1944)[3]
- Орден Отечественной войны I степени (06.04.1985)[3]
- Орден Отечественной войны II степени (21.08.1943)[3]
- Орден Суворова III степени (10.10.1944)[3]
- Орден Красной Звезды (05.11.1954)[3]
- Медаль «За боевые заслуги» (20.06.1949)[3]
- Медаль «За победу над Германией в Великой Отечественной войне 1941—1945 гг.» (09.05.1945)[3]
- Медаль «За воинскую доблесть. В ознаменование 100-летия со дня рождения Владимира Ильича Ленина» (1970)[3]